# Quiçama
Quiçama (auch Quissama, gelegentlich Kissama) ist ein Kreis in Angola, nahe der Hauptstadt Luanda. Der Kreis wird nach seiner Hauptstadt gelegentlich auch Muxima genannt.

## Verwaltung
Der Kreis (Município) Quiçama umfasst eine Fläche von 12.046 km² und hat rund 25.000 Einwohner (Zensus 2014). Hauptstadt des Kreises ist Muxima.
Bis zu den Änderungen in der Verwaltungsgliederung im Jahr 2011 war Quiçama Teil der Provinz Bengo, zwischen 2011 und 2024 war es ein Kreis (Município) der Provinz Luanda, seit 2024 ist es ein Kreis in der Provinz Icolo e Bengo.
Vier Gemeinden (Comunas) formen den Kreis Quiçama:
- Caxongo Novo (Quixingue)
- Dembo Chio
- Mumbondo
- Muxima

## Nationalpark von Quiçama
Im Kreis Quiçama liegt der Quiçama-Nationalpark. Er ist etwa 70 km südlich von Luanda entfernt und hat eine Fläche von 9600 km². Als geschütztes Jagdgebiet 1938 gegründet, wurde er 1957 als Nationalpark eingerichtet. Es ist heute einer der sechs Nationalparks in Angola.
Bedingt durch die Wirren des Angolanischen Bürgerkriegs (1975–2002) haben Flora und Fauna des Parks stark gelitten, und die Bestände selbst der Big Five sind heute noch nicht bekannt. Insbesondere zur Wiederansiedlung von Elefanten hat der Park inzwischen Initiativen ergriffen. Im Jahr 2017 kam es zu einem großen Brand, der sieben Tage andauerte und 86 Hektar Natur sowie zahlreiche Wildtiere vernichtete.
Der Park verfügt über Gästehäuser, eine 110 km lange Küste, und bereits wieder über eine vielfältige Bevölkerung u. a. an Affen, Antilopen, Elefanten, Giraffen, Gnus, Zebras, Krokodilen, Seekühen und Vögeln.